# Bund der Vertriebenen
Der Bund der Vertriebenen – Vereinigte Landsmannschaften und Landesverbände e. V. (BdV), kurz Bund der Vertriebenen, ist der Dachverband der deutschen Vertriebenenverbände in der Rechtsform eines eingetragenen Vereins. Vereinszweck ist es, die Interessen der von Flucht, Vertreibung und Aussiedlung betroffenen Deutschen (Heimatvertriebene) wahrzunehmen. Präsident des seit 1957 bestehenden BdV ist seit November 2014 Bernd Fabritius (CSU), Vorgängerin im Amt war ab 1998 Erika Steinbach.

## Politische Einordnung
Dass sich der Verein für demokratische Werte und Völkerverständigung einsetzt, wurde wiederholt von den höchsten Repräsentanten der Bundesrepublik Deutschland gewürdigt, zum Beispiel am 2. September 2006 vom damaligen Bundespräsidenten Horst Köhler am „Tag der Heimat“. Andererseits werden dem Verband oder einigen seiner Mitglieder immer wieder Nähe zum Rechtsextremismus sowie nationalistisches und revisionistisches Denken vorgeworfen. Besonders das Verhältnis des BdV zu Polen ist dadurch belastet.

## Aufbau und Zahl der Mitglieder
Der BdV ist zweigliedrig organisiert: Einerseits gibt es 20 Landsmannschaften, welche die Herkunftsgebiete der Vertriebenen repräsentieren, andererseits gibt es 16 Landesverbände, die die Bundesländer vertreten. Nach eigenen Angaben ist der BdV „der einzige repräsentative Verband der rund 15 Millionen Deutschen, die infolge Flucht, Vertreibung und Aussiedlung in der Bundesrepublik Deutschland Aufnahme gefunden haben und noch finden.“ Auch Nichtvertriebene können einem Vertriebenenverband beitreten. Weiterhin befasst sich der Bund, nicht zuletzt aufgrund des Engagements seines Ehrenvorsitzenden und ehemaligen Vizepräsidenten Adolf Fetsch, mit der Betreuung von Spätaussiedlern. Laut BdV sind die Mitglieder in 6000 regionale Gliederungen und über 1000 Heimatkreisvereinigungen bzw. Heimatortsgemeinschaften organisiert.
Die genaue Mitgliederzahl des BdV ist umstritten. Während der BdV auf der Verbandsseite bis 2009 noch von rund 2 Millionen Mitgliedern sprach, wurde die Mitgliederzahl ab 2011 mit rund 1,3 Millionen beziffert. Diese Angabe fand sich auch 2021 noch unverändert auf der Verbandsseite. Insbesondere zu Beginn der 2010er Jahre waren diese Angaben Inhalt einer öffentlichen Debatte und wurden von verschiedenen Kritikern angezweifelt. So ging etwa Erich Später bereits 2010 von nur rund 25.000 Mitgliedern aus und sprach davon, dass der BdV „die Anzahl seiner Mitglieder schon immer grotesk überhöht dargestellt“ habe. Die seit 1958 herausgegebene Mitgliederzeitschrift „Deutscher Ostdienst“ (DOD) hatte 2010 eine Auflage von etwa 2000 Exemplaren. Die Nachrichtenagentur ddp ermittelte zum Jahresbeginn 2010 durch eine Telefonumfrage bei den Landesverbänden etwa 550.000 Mitglieder. In einem Beitrag in der Frankfurter Rundschau im Jahr 2015 schätzte der frühere BdV-Mitarbeiter Björn Günther die Mitgliederzahl auf unter 300.000, während der BdV-Präsident Bernd Fabritius die Zahl von 1,3 Millionen bekräftigte.

## Bedeutung
1965 gehörte knapp ein Prozent der Vertriebenen einer Landsmannschaft des BdV an. Als die 
Ostpolitik der sozialliberalen Koalition in den siebziger Jahren nicht mehr auf Konfrontation, sondern auf Aussöhnung mit den Ländern Mittel- und Osteuropas setzte, nahm die Bedeutung des BdV ab. Dieser Bedeutungsverlust wurde auch 2010 vom Historiker Erich Später hervorgehoben. Während die Vertriebenenverbände bis 1969 quasi ein Vetorecht in der deutschen Außenpolitik gehabt hätten, sei dies durch die Ostpolitik zurückgedrängt worden, und ihre territorialen Forderungen seien seit 1989 obsolet. Ferner verwies er darauf, dass „das alte Nazi-Millieu der Berufsvertriebenen“ biologisch ausstürbe. Ähnlich betonte Anna Jakubowska 2012 neben der Bedeutung der Ostpolitik ab 1970 auch die Wende ab 1989/1990 für die Selbst- und Fremddarstellung des BdV. Während der Verband den langjährigen Kampf um die Rückkehr der Vertriebenen durch die Anerkennung der Oder-Neiße-Grenze im Zwei-plus-Vier-Vertrag 1990 definitiv verloren habe, verstünde er sich weiterhin als ein politischer Interessenverband und versuche seitdem, auf dem Gebiet der Geschichtspolitik aktiv zu werden. Dies sei insbesondere ab 1998 durch die Wahl von Erika Steinbach zur Präsidentin gelungen. Seitdem errege der Verband im Vergleich zu den früheren Jahren die größte Aufmerksamkeit der deutschen und polnischen Medien.
Der Verband steht auf bundes- und landespolitischer Ebene Gruppierungen wie der Ost- und Mitteldeutschen Vereinigung in der CDU/CSU nahe. Mit Ausnahme von Wenzel Jaksch und Reinhold Rehs, die während ihrer Zeit als Verbandspräsidenten Mitglieder der SPD waren, waren alle Vorsitzenden, insbesondere mit Herbert Czaja, Fritz Wittmann, Erika Steinbach und Bernd Fabritius ohne Unterbrechung seit 1970 Abgeordnete für die Fraktion der CDU oder CSU im Bundestag. An dem zumeist im März ausgerichteten Jahresempfang nahmen wiederholt Politiker der obersten Regierungsebene teil, so etwa mehrfach Bundeskanzlerin Angela Merkel.

## Finanzierung
Der Verband wird aus Bundesmitteln gefördert. Im Jahre 1995 betrug diese institutionelle Förderung über 3,5 Mio. DM. Davon wurden vom BdV 320.000 DM an seine Mitgliedsverbände weitergeleitet. Die Förderung erfolgt aus Mitteln der „Zuwendungen an zentrale Organisationen und Verbände, die der Eingliederung der Aussiedler, Übersiedler, Vertriebenen und Flüchtlinge dienen“. Unter der rot-grünen Bundesregierung wurde die Förderung heruntergefahren und betrug in den Jahren 2002 bis 2004 jährlich 920.000 EUR. 2017 erhielt die Geschäftsstelle des BdV im Jahr 2017 Fördermittel in Höhe von 979.000 EUR sowie Haushaltsmittel in Höhe von 101.000 EUR für eine Wanderausstellung zu Flucht und Vertreibung von Deutschen im Zweiten Weltkrieg. Die verschiedenen Mitgliederverbände des BdV erhielten 2017 zum einen zum einen Bundesmittel in Höhe von 950.000 EUR „zur Projektförderung verständigungspolitischer Maßnahmen für ihre Arbeit zur Versöhnung und zum friedlichen Zusammenleben der Völker in Europa“ sowie Bundesmittel in Höhe von 1,4 Millionen EUR über das Bundesamt für Migration und Flüchtlinge zur Migrationserstberatung.

## Gesetzliche Grundlagen der Aufgaben
Die Grundlage der Vereinsarbeit ist im Bundesvertriebenengesetz von 1953 geregelt. Der Verband pflegt das kulturelle Erbe der Vertriebenen und berät unentgeltlich. In den nach § 22 BVFG gebildeten Beirat für Vertriebenen-, Flüchtlings- und Spätaussiedlerfragen, der die Aufgabe hat, die Bundesregierung in diesen Fragen zu beraten, entsenden die Vertriebenenverbände gemäß § 23 Abs. 1 BVFG allein sechzehn Vertreter. Auch auf Landes- und Kommunalebene bestehen Vertriebenenbeiräte, in denen die Sach- und Fachkompetenz der Vertriebenen gefragt ist.

## Wiedergutmachung für deutsche Zwangsarbeiter
Nach jahrelangen Bemühungen des BdV im deutschen Bundeshaushalt Geldmittel für Wiedergutmachung für deutsche Zivilisten einzuplanen, die in den Jahren 1939 bis 1956 als Zwangsarbeiter für andere Länder arbeiten mussten, gelang ihm dies am 27. November 2015, als der Bundestag die Richtlinie über eine Anerkennungsleistung ehemaliger deutscher Zwangsarbeiter verabschiedete. Dies ist eine historische Entscheidung, da nie zuvor deutsche Zivilisten von der Bundesrepublik entschädigt wurden. Es handelt sich um 50 Millionen Euro, die das deutsche Parlament im Jahr 2015 für die Wiedergutmachung der Zwangsarbeit eingeplant hat.

## Geschichte

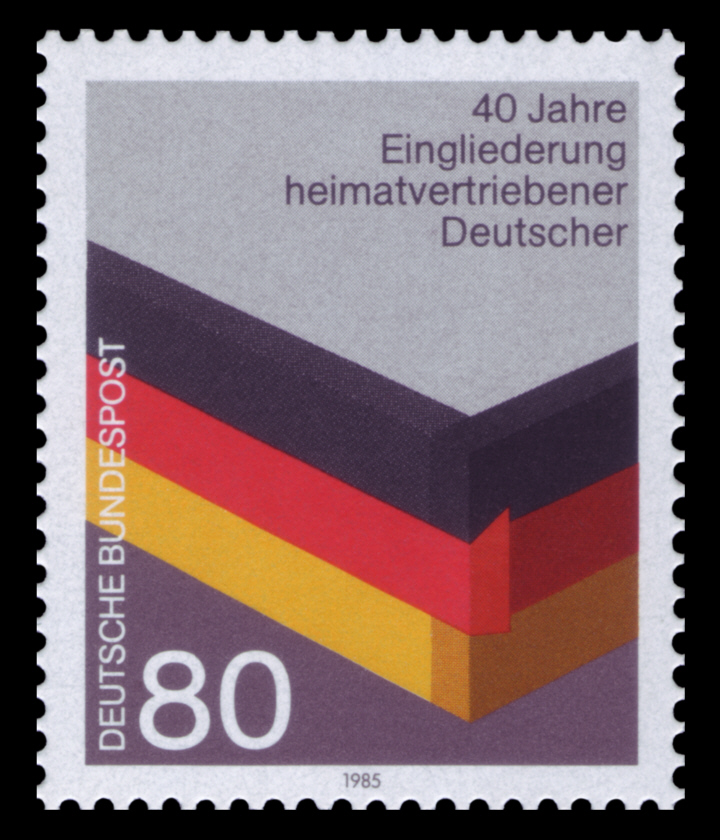
40 Jahre Eingliederung heimatvertriebener Deutscher: Briefmarke der Deutschen Bundespost von 1985

Die Vorgänger-Organisationen verabschiedeten am 5. August 1950 die Charta der deutschen Heimatvertriebenen. Diese wurde am 6. August 1950 vor dem Stuttgarter Schloss feierlich verkündet und bestimmt als Grundlage das Selbstverständnis der deutschen Heimatvertriebenen. Es war die erste Veranstaltung des seither jährlich als Gedenktag begangenen Tages der Heimat.
Ein großer Teil der Führungsgruppen dieser Organisationen stammte aus den sozialen und politischen Eliten der deutschen Ostgebiete und volksdeutschen Siedlungsgebiete. Unter ihnen waren ehemalige Aktivisten der NSDAP, Angehörige der SS und des deutschen Besatzungsapparats, die sich am Vernichtungskrieg im Osten und an der Schoah beteiligt hatten. Von den dreizehn Mitgliedern des ersten Präsidiums des Bundes waren nur zwei „dezidierte Nicht-Nationalsozialisten“; die anderen waren durchwegs Träger des NS-Regimes.
Der BdV selbst entstand am 27. Oktober 1957 durch den Zusammenschluss des „Bundes der vertriebenen Deutschen“ (BVD) und des „Verbands der Landsmannschaften“ (VdL). Während der BVD sich eher als politisches Kampforgan der Vertriebenen zur Wiedererlangung der alten Heimat sah, war der VdL eher auf die kulturellen und sozialen Fragen der Vertriebenen orientiert. Dies führte in den Anfangsjahren zu mancherlei heftiger Auseinandersetzung im neuen Verband.
Der Verband stand den demokratischen Parteien Deutschlands in seiner Anfangszeit neutral gegenüber. In der ersten Wahl zum Präsidium des BdV wurden überwiegend frühere Nationalsozialisten gewählt.
Dem Historiker Erich Später zufolge bildeten in den ersten 20 Jahren des BdV ehemalige NS-Funktionäre und Mitglieder der SS die Mehrheit „auf jeder Ebene, von den untersten bis zu den höchsten Rängen“. Das stellte laut Später „eine enorme Lobby- und Integrationsmacht für den Verwaltungs- und Vernichtungsapparat des Nationalsozialismus dar“: So sind „die 90.000 Beamten und Angestellten der öffentlichen Verwaltungen aus den Ostgebieten reibungslos im öffentlichen Dienst“ untergebracht worden.
Als Präsidenten wurden zunächst der Deutschbalte Georg Baron Manteuffel-Szoege (CSU, VdL) und der Ostpreuße Linus Kather (CDU, BVD) als gleichberechtigte Vorsitzende (1957–1958) gewählt. Auf den CDU-Abgeordneten Hans Krüger aus Pommern (1958–1963) folgten der sudetendeutsche Sozialdemokrat Wenzel Jaksch (1963–1966) und der SPD-Abgeordnete Reinhold Rehs (1967–1970) aus Ostpreußen. Ende der 1960er-Jahre kam es zum Bruch mit der SPD wegen der von ihr angestrebten flexibleren Ostpolitik, die vom BdV „Verzichtspolitik“ genannt wurde. Besonders der Warschauer Vertrag von 1970, der die Aussöhnung mit Polen einleitete und die De-facto-Anerkennung der Oder-Neiße-Grenze sicherstellte, sorgte für Entrüstung. Rehs und der langjährige Vizepräsident Herbert Hupka wechselten zur CDU. Der KSZE-Prozess, bei dem Abrüstungsgarantien des Westens und Zusagen hinsichtlich der Menschenrechte im Osten verhandelt wurden, wurden vom BdV und seinen politischen Verbündeten als „Preisgabe nationaler Interessen“ bezeichnet. Als Helmut Kohl nach dem Ende der sozialliberalen Koalition 1982 Bundeskanzler wurde, setzte er diese Ostpolitik zur Enttäuschung von Herbert Czaja fort, einem aus Schlesien stammenden CDU-Bundestagsabgeordneten, der von 1970 bis 1994 Präsident des BdV war. Bis zuletzt setzte der BdV dem Zwei-plus-Vier-Vertrag, dessen Abschluss 1990 die endgültige Anerkennung der Oder-Neiße-Grenze bedeutete, Widerstand entgegen.
Von 1994 bis 1998 war das CSU-Mitglied Fritz Wittmann Präsident des BdV. Die Osterweiterung der EU im Jahre 2004 berührte wieder die Interessen des BdV. Seit 1998 war die CDU-Politikerin Erika Steinbach, 1997 Gründungsmitglied der rechten Sammelbewegung Stimme der Mehrheit, Präsidentin. Sie bemühte sich erfolglos, die Osterweiterung mit der Bedingung zu verknüpfen, dass die Beneš-Dekrete aufgehoben werden müssten. Im Deutschen Bundestag votierte sie nach dem Scheitern dieser Initiative daher gegen den Beitritt Polens und der Tschechischen Republik.
2005 trat der Bund aus dem pro-europäischen Netzwerk Europäische Bewegung Deutschland aus.
Am 6. September 2000 gründete der Verein die Stiftung Zentrum gegen Vertreibungen, die die Errichtung eines Dokumentationszentrums über Vertreibungen in Berlin zum Ziel hat. Eine erste Ausstellung fand vom 11. August bis 29. Oktober 2006 unter dem Namen „Erzwungene Wege“ im Kronprinzenpalais in Berlin statt. Der Initiative für dieses Dokumentationszentrum schlägt vor allem in Polen großes Misstrauen entgegen.
Seit 2014 ist Bernd Fabritius (CSU) Präsident.

### NS-Vergangenheit des BdV und seiner Landsmannschaften und der Umgang mit Rechtsextremismus
Im Jahr 2001 warf der Autor Georg Restle in einem Beitrag des Fernsehmagazins Monitor dem Vertriebenenverband vor, dass eine Auseinandersetzung oder Distanzierung von Mitgliedern, die beispielsweise rechtsextremistisches oder geschichtsrevisionistisches Gedankengut vertreten, nicht stattfinde.
Im selben Jahr wurde einer der Vizepräsidenten des BdV, Paul Latussek, in einer eigens einberufenen außerordentlichen Bundesversammlung von seinem Amt als BdV-Vizepräsident abberufen. Die Versammlung war auf Druck der Präsidentin des BdV, Erika Steinbach, wegen der Äußerungen Latusseks zu jüdischen Opfern in Auschwitz einberufen worden.
Weiter ging Erich Später, der der NSDAP- und SS-Vergangenheit vieler Gründungsmitglieder des BdV nachgegangen ist. Er bezeichnete den Bund der Vertriebenen als „NS-Nachfolgeorganisation“. Die vom Verfassungsschutz als linksextremistisch eingestufte Zeitschrift Konkret druckte diese Polemik im Jahr 2007 in einem Artikel ab. Die Wochenzeitschrift Der Spiegel befand zwar, die Präsidentin Erika Steinbach habe „den Verband nach rechts abgegrenzt, ihn aus der Ecke des Ewiggestrigen herausgeholt.“ Wie der Spiegel kritisierte die Frankfurter Allgemeine Zeitung, der BdV habe die NS-Vergangenheit seiner Gründungsgeneration mangelhaft aufgearbeitet. Im Jahr 2010 gab das Institut für Zeitgeschichte (IfZ) bekannt, eine Studie über die Rolle führender BdV-Funktionäre im nationalsozialistischen Regime solle noch im laufenden Jahr abgeschlossen werden. Eine Vorstudie dazu wurde allerdings wegen historisch fragwürdiger und schönfärberischer Darstellungen sowohl vom BdV selbst als auch vom Bundesinnenministerium kritisiert und vom IfZ bereits zurückgezogen. Diese Vorstudie war von Manfred Kittel koordiniert worden, damals Mitarbeiter des IfZ und inzwischen Gründungsdirektor der geplanten staatlichen Stiftung Flucht, Vertreibung, Versöhnung.
2013 erschien die Studie des IfZ, nach deren Ergebnissen 11 der 13 Gründungsmitglieder des BdV als durch ihr Wirken im Nationalsozialismus belastet anzusehen sind. Als schwer belastet gelten Alfred Gille und Erich Schellhaus, ersterer, weil er unter anderem 1942/43 als Gebietskommissar der ukrainischen Stadt Saporischschja an der Verbringung Tausender Zwangsarbeiter ins Deutsche Reich mitwirkte, und letzterer, weil er schon vor dem Krieg als NS-Bürgermeister von Bad Salzbrunn amtierte und im Zweiten Weltkrieg 1941 als Offizier einer Einheit in Weißrussland angehörte, die intensiv an der „Partisanenbekämpfung“ und „massenhaften Ermordung von Juden“ beteiligt war, so dass den Ergebnissen der Studie zufolge von seiner „mit hoher Wahrscheinlichkeit erfolgten Beteiligung an Mordaktionen gegen die dortige Zivilbevölkerung auszugehen ist“.

### NS-Vergangenheit verschiedener gewählter Vertreter
Hans Krüger (1902–1971), Vorsitzender 1959–1963, Mitglied der NSDAP, NSDAP-Ortsgruppenleiter in Konitz, Bundesminister für Vertriebene, Flüchtlinge und Kriegsgeschädigte (17. Oktober 1963 – 7. Februar 1964) im Kabinett Erhard I. Krüger schrieb 1938 auf einem Personalbogen tatsachenwidrig, er habe am Hitlerputsch (München, November 1923) teilgenommen. Ende 1963 machte der SED-Funktionär Albert Norden diesen Personalbogen öffentlich und behauptete, Krüger habe am Hitlerputsch teilgenommen; Krüger taktierte ausweichend. Am 17. Januar 1964 bat Krüger um seine Suspendierung, am 31. Januar reichte er seinen Rücktritt ein; am 7. Februar 1964 wurde er als Bundesminister entlassen.
Baltikum: Axel de Vries (1892–1963), Vorsitzender 1962–1963: 1941 „Vorschläge[n] zur Bekämpfung der Partisanengefahr“ (In dem Text bezeichnete de Vries die Juden als die „Todfeinde von uns. Sie müssen vernichtet werden, …“), Auf Vorschlag de Vries’ erfolgte ein Diensterlass, „die kommunistische Dorfintelligenz, zum Beispiel Lehrerinnen usw.“ zu töten.
Berlin-Mark Brandenburg:  Walter von Keudell (1884–1973), DNVP, CNBLP, NSDAP, später CDU. Staatssekretär im Reichsforstamt in Berlin unter Reichsforstmeister Hermann Göring.
Landsmannschaft der Deutschen aus Russland: Karl Stumpp (1896–1982), langjähriger Vorsitzender, SS-Mitglied, Sonderkommando Dr. Stumpp, Stumpp wird vorgeworfen, im Rahmen seiner ethnologischen Untersuchungen dort eine Liste mit 42.000 „untragbaren Juden“ aufgestellt zu haben. Ihm wird ferner vorgeworfen, selbst an der Ermordung von Juden teilgenommen zu haben.
Ostpreußen: Alfred Gille (1901–1971), Vorsitzender 1952–1966, SA-Scharführer, NSDAP, zeitweise Gauleitung Ostpreußen, 1942–1944 Gebietskommissar für den Kreis Saporoschje-Stadt im Reichskommissariat Ukraine (Völkermord) und von 1944 bis 1945 Gebietskommissar für das Kreisgebiet Nowogrodek im Reichskommissariat Weißruthenien (später Mitbegründer des GB/BHE, Bundesvorstandsmitglied der GDP).
Schlesien: Erich Schellhaus (1901–1983), Vorsitzender 1955–1968, NSDAP, später GB/BHE, GDP, CDU, 1962 stellte er (vergeblich) die Forderung auf, dass jegliche Erklärungen, in denen auf die deutschen Ostgebiete verzichtet würde, als Landesverrat mit Gefängnis oder Zuchthaus bestraft werden müssten.
Sudetendeutsche: Rudolf Lodgman von Auen (1877–1962), Sprecher 1950–1959: Mitbegründer der nationalistischen Deutschen Nationalpartei 1919 und Vorsitzender ab 1922, stellte als Abgeordneter im tschechoslowakischen Parlament antisemitische Anträge, die auf die Entrechtung von Juden abzielten. Im Oktober 1938 begrüßte Lodgman den Einmarsch deutscher Truppen ins Sudetenland in persönlichem Telegramm an Hitler. Zitat: „Es wird wenige Beispiele in der Geschichte der Menschheit geben, in der eine sittliche Idee mit so sittlichen Mitteln verfochten worden ist, wie im Siegeszuge des Nationalsozialistischen Gedankens, er ist heute schon für die Massen Religion geworden.“
Frank Seiboth (1912–1994), Bundesvorsitzender 1954–1959: Sudetendeutsche Partei, NSDAP, Gauschulungsleiter und Leiter des NS-Schulungslagers im Sudetengebiet, HJ-Gebietsführer Sudetenland, Einsatzstab Reichsleiter Rosenberg (Rauborganisation der NSDAP für Kulturgüter aus den besetzten Ländern während des Zweiten Weltkrieges).
Hans-Christoph Seebohm (1903–1967), Sprecher 1959–1967: Vorsitzender des Aufsichtsrates der Britannia-Kohlenwerke AG und der 1941 von Seebohm mitgegründeten Egerländer Bergbau AG, die als „Auffanggesellschaft“ eigens zur Übernahme „arisierten“ Eigentums gegründet wurde (später DP und CDU).
Walter Becher (1912–2005), Sprecher 1968–1982 und Bundesvorsitzender 1976–1982: Mitglied im völkischen „Kameradschaftsbund, Bund für gesamtgesellschaftliche Bildung“, der Sudetendeutschen Partei und der NSDAP, 1959 Gründung der National-Demokratischen Union NDU.
Weichsel-Warthe: Waldemar Kraft (1898–1977), Vorsitzender 1949–1951: NSDAP, Ehren-Hauptsturmführer SS, 1940–1945 Geschäftsführer der Reichsgesellschaft für Landbewirtschaftung in den eingegliederten Ostgebieten mbH („Reichsland“), später BHE, CDU.
Hans Koch (Historiker) (1894–1959), Vorsitzender 1954–1959: NSDAP, 1955 Empfehlung für ein Nazi-Buch (Autor war Heinrich Härtle, ein Mitarbeiter von Alfred Rosenberg), ursprünglicher Text, der in der Neuauflage von 1955 nur in den Passagen abgeändert war, die das NS-Regime verherrlichten, war bereits 1944 unter dem Titel Die ideologischen Grundlagen des Bolschewismus, Marxismus, Leninismus, Stalinismus veröffentlicht worden.
Westpreußen: Erik von Witzleben (1884–1958), Vorsitzender 1949–1956: SS, Sturmbannführer.
Walther Kühn (1892–1962), Vorsitzender 1960–1962: in der Weimarer Republik Mitglied der Deutschen Volkspartei, nach deren 1933 erzwungener Selbstauflösung (4. Juli 1933) Mitglied der NSDAP, später FDP.

## Persönlichkeiten

### Präsidenten des Bundes der Vertriebenen
| Präsident                     | Präsident                     | Beginn der Amtszeit | Ende der Amtszeit |
| ----------------------------- | ----------------------------- | ------------------- | ----------------- |
| Georg Baron Manteuffel-Szoege | Georg Baron Manteuffel-Szoege | Oktober 1957        | Dezember 1958     |
|                               | Linus Kather                  | Oktober 1957        | Dezember 1958     |
| Hans Krüger                   | Hans Krüger                   | Dezember 1958       | Oktober 1963      |
|                               | Wenzel Jaksch                 | März 1964           | November 1966     |
| Reinhold Rehs                 | Reinhold Rehs                 | März 1967           | März 1970         |
| Herbert Czaja                 | Herbert Czaja                 | März 1970           | April 1994        |
|                               | Fritz Wittmann                | April 1994          | Mai 1998          |
| Erika Steinbach               | Erika Steinbach               | Mai 1998            | November 2014     |
| Bernd Fabritius               | Bernd Fabritius               | November 2014       | amtierend         |

### Generalsekretäre des Bundes der Vertriebenen
| Generalsekretär | Generalsekretär       | Beginn der Amtszeit | Ende der Amtszeit |
| --------------- | --------------------- | ------------------- | ----------------- |
|                 | Herbert Schwarzer     | 1958                | 1972              |
|                 | Hans Neuhof           | 1972                | 1978              |
|                 | Klaus Graebert        | 1979                | 1984              |
|                 | Hans Erich Seuberlich | 1984                | 1984              |
|                 | Hugo Rasmus           | 1985                | 1985              |
|                 | Klas Lackschewitz     | 1986                | 1987              |
| Hartmut Koschyk | Hartmut Koschyk       | 1987                | 1991              |
|                 | Michaela Hriberski    | 1991                | 2014              |
|                 | Klaus Schuck          | 2014                | 2022              |
|                 | Marc-P. Halatsch      | 2022                | amtierend         |

## Schlesische Jugend
Steinbach distanzierte sich 2011 von der Schlesischen Jugend, da diese rechtsextrem unterwandert war. Später löste sich die Landsmannschaft von ihrer Jugendorganisation.

## Landsmannschaften im Bund der Vertriebenen
- Deutsch-Baltische Gesellschaft
- Landsmannschaft der Banater Schwaben
- Landsmannschaft Berlin-Mark Brandenburg
- Bessarabiendeutscher Verein
- Bund der Danziger
- Landsmannschaft der Donauschwaben (Bundesverband)
- Karpatendeutsche Landsmannschaft Slowakei
- Landsmannschaft der Deutschen aus Litauen
- Landsmannschaft der Oberschlesier
- Landsmannschaft Ostpreußen
- Pommersche Landsmannschaft
- Landsmannschaft der Deutschen aus Russland
- Landsmannschaft der Sathmarer Schwaben in der Bundesrepublik Deutschland
- Landsmannschaft Schlesien (Nieder- und Oberschlesien)
- Verband der Siebenbürger Sachsen in Deutschland
- Sudetendeutsche Landsmannschaft (Bundesverband)
- Landsmannschaft der Deutschen aus Ungarn
- Landsmannschaft Weichsel-Warthe (Bundesverband)
- Landsmannschaft Westpreußen

Die Landsmannschaft der Dobrudscha- und Bulgariendeutschen schloss sich im Herbst 2009 mangels Mitgliedern dem Bessarabiendeutschen Verein an.
Die Landsmannschaft der Buchenlanddeutschen (Bukowina) löste sich 2020 nach über 70-jährigem Bestehen auf.